# Карлос Бузер
Карлос Остін Бузер-молодший (англ. Carlos Austin Boozer, Jr.; нар. 20 листопада 1981) — американський професійний баскетболіст, який в минулому грав за Лос-Анджелес Лейкерс в Національній баскетбольній Асоціації (НБА). У складі збірної США Бузер виграв олімпійську бронзову медаль на літніх Олімпійських іграх 2004 і олімпійську золоту медаль на іграх 2008 року. Дворазовий учасник матчу НБА «Всі зірки» також грав за «Клівленд Кавальєрс», «Юту Джаз» і «Чикаго Буллз».

## Раннє життя
Хоча Бузер народився на військовій базі у Ашаффенбургу, ФРН, але виріс у Джуно, Аляска. У дитинстві грав у баскетбол на вулиці на майданчику своєї середньої школи з батьком, протягом всіх холодних сезонів на Алясці.

## Кар'єра в школі й коледжі
Бузер двічі був учасником параду все-американської збірної середніх шкіл й лідером Juneau-Douglas Crimson Bears, яка разом з ним двічі підряд вигравала чемпіонат штату. Його запрошували грати багато провідних колегіальних баскетбольних програм, в тому числі звіробій і Каліфорнійському університеті, але Бузер обрав, щоб грати з тренером Майком Крижевським в університеті Дьюка, допомігши команді виграти чемпіонат НКАА  2001.
У 2001-02 роках Бузер, Джейсон Вільямс і Майк Данлеві — молодший кожен набрав не менш як по 600 очок протягом сезону. Це досягнення серед гравців університету Дюка вдалося повторити  лише Джонові Шеєру, Кайлові Синглеру і Нолану Сміту в сезоні 2009-10.
У квітні 2002 року Бузер заявив про участь у драфті НБА і відмову від свого заключного року в коледжі.

## Професійна кар'єра

### Клівленд Кавальєрс (2002—2004)
Бузера вибрав під 35-м загальним номером на драфті 2002 Клівленд Кавальєрс. У своєму дебютному сезоні він наабирав у 10,0 очок і робив 7,5 підбирань у середньому за гру, і покращив ці показники до 15,5 очка і 11,4 підбору за гру на другий рік.

#### Суперечка щодо статусу вільного агента
Після сезону 2003-04 «Кавальерс» мали можливість дозволити йому стати обмеженим вільним агентом, або тримати його на контракті ще один рік з зарплатнею $695,000. «Кавальерс» заявили, що досягли порозуміння з Бузером і його агентом щодо угоди вартістю близько $39 млн на шість років, яку б він підписав, якби вони дозволили йому розірвати тодішню угоду.
Потім Клівленд звільнив його від поточного контракту, зробивши обмеженим вільним агентом. Протягом цього періоду Юта Джаз запропонувала Бузеру шестирічний контракт на $70 млн, з яким Клівленд вирішив не змагатися через міркування стелі зарплат. 30 липня 2004 року Бузер офіційно підписав контракт з Джаз.
Потім власник Кавальерс Гордон Ганд сказав: «зрештою, я вирішив довірити Карлосові й показати йому повагу, якої він просив. Він не вінповів такою самою довірою і повагою». Однак, Бузер заперечував, що давав якісь зобов'язання «Кавальерс»: «не було ніяких зобов'язань. На нещастя ЗМІ зобразили події саме так», — сказав Бузер незабаром після підписання контракту з «Ютою». «Я не хлопець, який дає слово і забирає його. Я думаю, я ясно дав це зрозуміти».

### «Юта Джаз» (2004—2010)

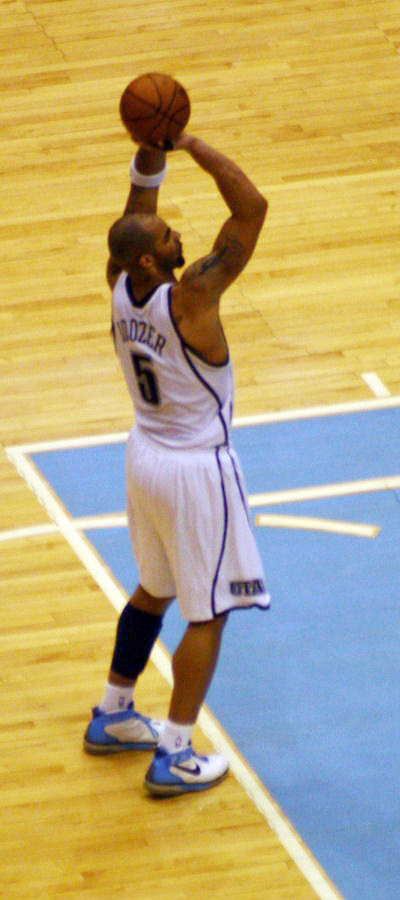
Карлос Бузер виконує штрафний кидок під час гри з «Ютою» в березні 2008 року.

У свій перший сезон за Джаз у 2004-05, Бузер набирав 17 очок і робив 9 підбирань за гру. Однак він зазнав травми і пропустив кінець сезону, що стало однією з причини непотрапляння Джаз  у плей-офф лише вдруге за 22 роки. Власник команди Ларрі Міллер публічно його розкритикував за відсутність зусиль.
На початку сезону 2005-06 Бузер все ще відновлювався після травми, а потім посилив розтягнення підколінного сухожилля, внаслідок чого пропустив і першу половину цього сезону. Повернувся в гру наприкінці лютого, виходячи в гру з лавки запасних. У середині березня знов почав виходити в стартовому складі. Сезон завершив з вражаючими показниками, набираючи понад 20 очок і роблячи 10 підбирань у середньому за гру, і знову міцно зарекомендував себе як стартовий важкий форвард  Джаз.
Бузер дуже сильно стартував у сезоні 2006-07, перемігши в номінації гравця тижня в Західній конференції і допомігши Джаз виграти одинадцять з перших дванадцяти ігор. Бузера викликали як запасного гравця на матч всіх зірок НБА, але не зміг взяти участь через перелом hairline у малій гомілковій кістці лівої ноги.
23 квітня 2007 року в грі проти Х'юстон Рокетс (друга гра першого раунду плей-офф 2007), Бузер набрав 41 очко, повторивши рекорд кар'єри, який він встановив за місяць до того 26 березня (проти Вашингтон Візардс). Він також допоміг Джаз пройти Рокетс у 7-й грі першого раунду НБА плей-офф, набравши 35 очок, зробивши 14 підбирань і два clutch штрафних кидки, забезпечивши своїй команді перемогу в серії.
У другому раунді Джаз перемогли Голден Стейт Ворріорз з рахунком 4:1 і вперше з 1998 року потрапили у фінал Західної конференції. Хоч вони і програли 1:4 більш досвідчені Сан-Антоніо Сперс, але Бузер виявився ефективним і витривалим гравцем. Він завершив сезон з показниками 20.9 очок і 11,7 підбирань у середньому за гру, і зіграв у 74 з 82 ігор. У плей-офф він показав ще більшу результативність, збільшивши свої показники до 23,5 очка і 12,2 підбирання в середньому за гру, і з'явившись у всіх 17 іграх плей-офф за Джаз.
У листопаді 2007 року Бузера назвали найкращим гравцем місяця Західної конференції. До середини грудня він був серед найпершої п'ятірки Ліги за набраними очками, підбираннями і відсотком влучень з гри. Хоча пізніше покинув першу п'ятірку у всіх цих категоріях, але продовжував показувати непогані результати. Його знову обрали як запасного гравця на матч всіх зірок, який він завершив з 14 очками і 10 підбираннями за 19 хвилин гри. 13 лютого він зробив свій перший в кар'єрі тріпл-дабл проти Сіетл Суперсонікс, набравши 22 очки, зробивши 11 підбирань і віддавши 10 передач.
У плей-офф 2008, Джаз зіткнулася з «Х'юстон Рокетс» в першому раунді другий рік поспіль. Рокетс спрямували свій захист проти Бузера, чим трохи обмежили його показники (16,0 очок і 11,7 підбирань за гру), але Джаз перемогли з рахунком 4-2. У другому раунді плей-офф 2008 Джаз програла першому номеру посіву Лос-Анджелес Лейкерс в шести матчах.
Під час сезону 2008-09 здатність Бузера залишатися здоровим поставили під сумнів як фанати так і ЗМІ, оскільки він пропустив 44 гри після артроскопії лівого колінного суглоба. Він пропустив час з кінця листопада 2008 року до кінця лютого 2009 року. Коли він грав, його показники були 16.2 очка, 10.4 підбирання і 2.3 передачі за гру в 37 іграх (всі на старті). Бузер мав стати вільним агентом наприкінці сезону і здавалося, що він залишить команду. Однак, коли закінчувався термін для вибору чи стати вільним агентом, чи залишитися на останній рік, він здивував багатьох, залишившись у Джаз на сезон 2009-10.
У сезоні 2009-10 Бузер грав добре, набираючи 19.5 очок і роблячи 11,2 підбирання в середньому за гру, з відсотком потрапляння з гри 56,2, найвищим у своїй кар'єрі. Він зіграв у 78 з 82 ігор і уникнув травм.

### Чикаго Буллз (2010—2014)

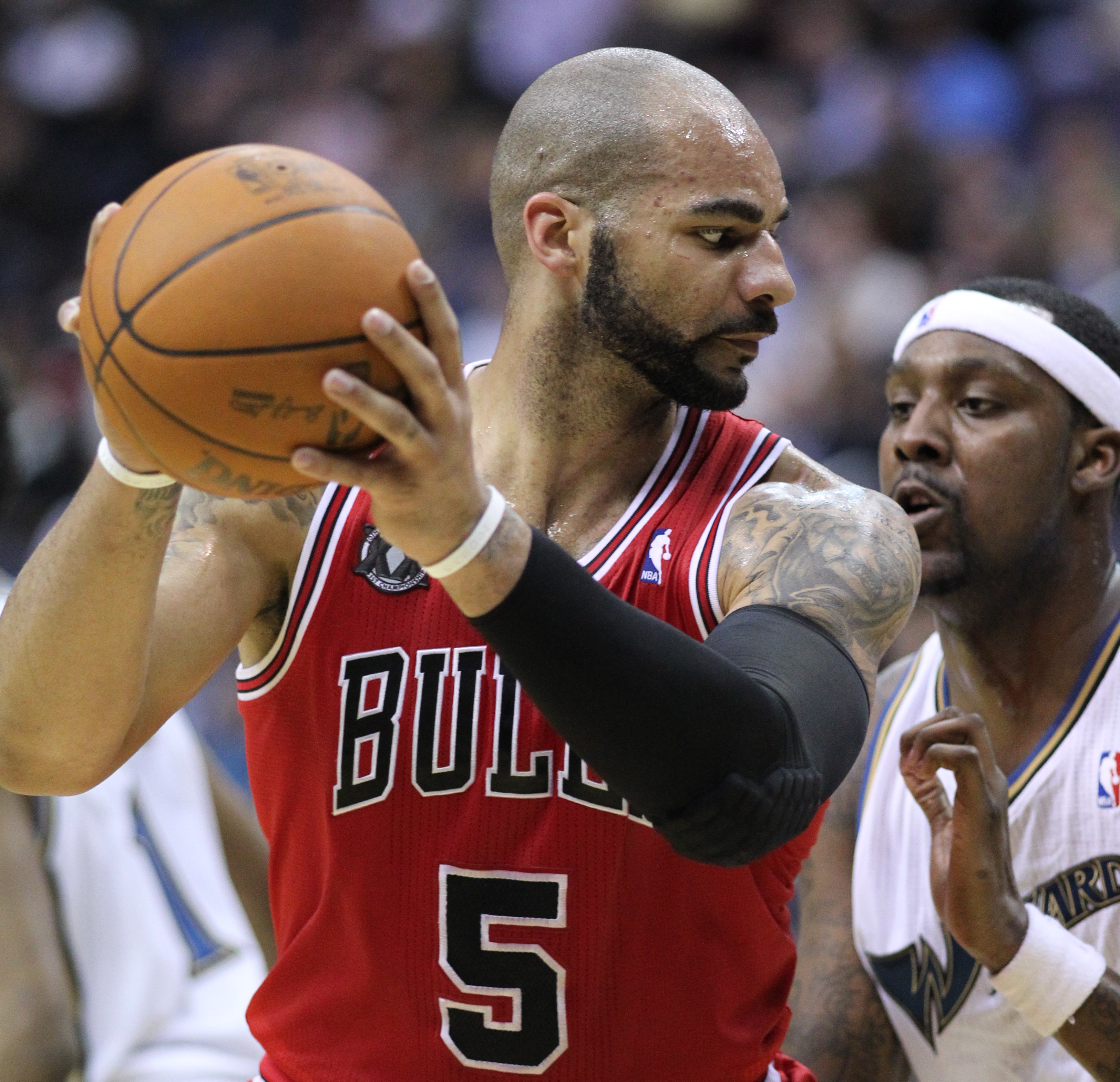
Бузер posting up Андрей Блатч у грі за «Биків» в 2011 році.

8 липня 2010 року команда Чикаго Буллз придбала Бузера в результаті угоди   sign-and-trade з Джаз.
Попри відсутність у 23 іграх через травму в 2010-11, Бузер все-таки спромігся набирати 17.5 очка і робити 9,6 підбору в середньому за гру, а також допоміг бикам стати першим номером посіву в Східній конференції. Його показники знизилися наступного року, до 15 очок і 8,5 підбирання в середньому за гру (зіграв у всіх 66 іграх). Знову підвищились у сезоні 2012-13 сезоні, до 16.2 очка і 9,8 підбирання в середньому за гру, граючи в 79 іграх.
15 липня 2014 року Буллз відпустили бузера за amnesty clause.

### Лос-Анджелес Лейкерс (2014—2015)
17 липня 2014 року Бузер was claimed off amnesty waivers by Лос-Анджелес Лейкерс. Лейкерс заплатили $3.25 млн з його зарплатні $16,8 млн, тоді як Буллз заплатили решту $13,55 млн. 4 лютого 2015 року він набрав найвищі за сезон 28 очок в програшній грі проти Мілвокі Бакс.

## Кар'єра в національній збірній
Бузера обрали до складу чоловічої олімпійської баскетбольної команди 2004, яка виграла бронзову медаль на Олімпійських іграх 2004 року. Також був у складі американської чоловічої дорослої збірної від 2006 до 2008 року, , але брав участі у чемпіонаті Америки ФІБА 2007 через вагітність дружини. Бузер зіграв на Олімпійських іграх 2008, які збірна США пройшла без поразок на шляху до золотої медалі, перемігши чемпіонів світу 2006 року, збірну Іспанії, і здобула свою першу золоту медаль від часів Олімпійських ігор 2000.

## Особисте життя
Бузер є християнином. Має різні татуювання на тему віри, зокрема християнського хреста на грудях і вірш Филип'янам 4:13 з Біблії на лівому передпліччі.
Бушер був у шлюбі з дружиною Сісі протягом шести років, перед тим як подав на розлучення в березні 2009 року. Бузер і Сісі мають троє дітей: Carmani (яка мала трансплантацію кісткового мозку у 2007 році для лікування серпоподібноклітинної анемії), і близнюків Кемерона і Кайден. У нього є молодший брат, Чарльз, який грав у баскетбол у коледжі штату Айова.
Повідомлялося, що Бузер має роман з актрисою Мішель Моні, які Моні пізніше підтвердила.